# Softball ai Giochi della XXVIII Olimpiade
Le gare di softball alle olimpiadi estive del 2004 si sono svolte il 23 agosto ad Atene.

## Classifica finale
| Pos. | Team          | Formazione |
| --- | ------------- | --- |
| Oro | Stati Uniti   | |
| Argento | Australia     | |
| Bronzo | Giappone      | |
| 4 | Cina          | |
| 5 | Canada        | |
| 6 | Taipei cinese | |
| 7 | Grecia        | |
| 8 | Italia        | V · D · M Nazionale italiana di softball femminile - Giochi olimpici di Atene 2004 1 Pino · 2 Trevisan · 3 Del Mastio · 4 Vitaliani · 7 Cimin · 8 Spediacci · 12 Gambella · 13 Di Salvio · 15 Castellani · 16 Malerich · 17 Bugliarello · 22 Anter · 23 Francolini · 24 Turci · 31 Bardini Manager : Barry Blanchard |
| Nazionale italiana di softball femminile - Giochi olimpici di Atene 2004 |               | |
| 1 Pino · 2 Trevisan · 3 Del Mastio · 4 Vitaliani · 7 Cimin · 8 Spediacci · 12 Gambella · 13 Di Salvio · 15 Castellani · 16 Malerich · 17 Bugliarello · 22 Anter · 23 Francolini · 24 Turci · 31 Bardini Manager : Barry Blanchard |               | |